# Astaatmonojodide
Astaatmonoiodide is een anorganische verbinding, een interhalogeen van astaat en jood met de formule {\displaystyle {\ce {AtI}}}.

## Synthese
Astaatmonojodide wordt bereid in de directe reactie van de elementen in een 1:1-verhouding astaat en jood:
{\displaystyle {\ce {2At\ +\ I2\ ->\ 2AtI}}}